# Kerbal Space Program
Kerbal Space Program ou Programa Espacial Kerbal (comumente abreviado como KSP) é um jogo de simulação espacial, criado pelo designer brasileiro Felipe Falanghe, e produzido pela empresa mexicana de multimídia Squad.
Este é um jogo de simulação interativo dividido em dois modos de jogo: Sandbox (modo livre) e modo carreira. O modo carreira, por sua vez, é subdividido em dois modos: "Ciência", onde se junta pontos e desbloqueia peças e "Carreira", onde o jogador controla muitos dos aspectos de uma agência espacial, incluindo o financiamento de projetos, concessão de contratos, planejamento de missões, design de foguetes e pilotagem. O jogo em si, apesar de ser um simulador espacial, é relativamente fácil de ser controlado.

## Jogabilidade
O jogo permite ao jogador tomar o controle de um nascente programa espacial operado pelos Kerbals, uma raça de pequenos humanoides verdes, ingênuos e desastrados, que construíram uma Base de Lançamento Espacial totalmente equipada e funcional, o (Kerbal Space Center, ou KSC em inglês) em Kerbin, seu planeta natal.
O que lhes falta em capacidade de engenharia e senso comum sobra-lhes em entusiasmo e força de vontade para implementar quaisquer equipamentos necessários a que eles se tornem  uma civilização apta a realizar Exploração espacial, inclusive no que consta a um aparentemente infindável fluxo de voluntários para missões espaciais tripuladas.
A jogabilidade, que consiste na construção de foguetes e naves espaciais a partir de uma prévia seleção de componentes, tendo a montagem das naves constituídas de um sistema intuitivo semelhante a brinquedos como LEGO, onde as peças possuem eixos de encaixe, e no lançamento dessas naves e aeronaves a partir da plataforma de lançamento ou da pista de decolagem do jogo, dependendo de como é atualizada (para foguetes maiores, a base de lançamento ou pista precisam estar mais atualizadas). Muitos designs intrínsecos podem ser construídos a partir da vasta seleção de diferentes motores, tanques de combustíveis, asas e etc. As naves podem também ser equipadas com painéis solares, retrofoguetes, rodas de reação (giroscópios), rodas ou outros componentes.
Possíveis desenhos variam de massivos foguetes poli-modulares à aerodinâmicas naves de estágio-simples (ou SSTO). Uma vez lançadas, naves espaciais podem se acoplar a outras em órbita ou navegadas a outros corpos celestiais e aterrissadas no solo para a exploração de suas superfícies.
Usuários podem também construir versões Kerbals de suas aeronaves favoritas, ou construir belas naves originais. A simulação de física torna o ato de desenvolver uma aeronave a jato é tão difícil quanto desenhar uma espaçonave. Como a física de líquidos é também simulada (inclusive com a "aterrissagem" na água onde a cápsula fica semi-submersa), naus são também possíveis como extenso.
Os jogadores podem também administrar uma lista de astronautas, alistados pelo Astronaut Complex (Complexo de Astronautas). E todos eles compartilham o mesmo sobrenome, "Kerman". Os jogadores podem selecionar quem assenta as vagas nas cabines para as missões. No espaço ou em terra, Kerbals podem sair da nave para performar atividades extra-veiculares (EVA), geralmente para realizar estudos científicos (e ganhar pontos) e plantar bandeiras.
Astronautas contratados são ranqueados por duas características: Coragem e Estupidez. Essas características, no entanto, não afetam a jogabilidade, exceto pelas reações dos astronautas ao perigo ao qual são submetidos durante o voo. Essas reações podem ser vistas através das pequenas câmeras que ficam no canto inferior direito da tela. Quanto mais corajoso o Kerbal for, por exemplo, menos ele terá medo do que acontece em voo e mais resiste a força G (aceleração, como de um foguete subindo ou um avião manobrando em curva fechada).
Kerbals têm nomes aleatoriamente gerados, bem como status aleatoriamente gerados (exceto pelos quatro astronautas originais: Bill Kerman, Bob Kerman, Jebediah Kerman e Valentina Kerman). Acessando os arquivos do jogo, os jogadores podem modificar os nomes deles de acordo com sua preferência, sem precisar do "Kerman" inclusive.
Uma vez que a nave espacial é construída, ela é colocada na(s) plataforma(s) de lançamento ou na(s) pista(s) de decolagem de pronto para o lançamento. Os jogadores controlam a nave espacial em todas as três dimensões com pouca assistência, exceptuando-se pelos "Sistemas de Prevenção de Enjoo" (Sickness Avoidance System) o SAS, que ajuda a manter a nave estabilizada. Também existem as direções orbitais, como prograde (apontando automaticamente para onde a nave está "indo"), retrograde (o contrário do prograde), radial externo (apontar para "fora" da órbita), radial interno (apontar para "dentro" da órbita), normal (para ajustes de inclinação) anti-normal (o contrário do normal). O resto não é em relação a órbita, como alvo (quando quer apontar para outra nave, lugar ou planeta selecionado) e manobra (quando uma manobra é programada numa direção, e aponta para lá automaticamente).
Se o Foguete tiver suficiente potência e Delta-v, será possível alcançar órbita. Em voo, para visualizar a trajetória do da nave, o jogador terá que mudar para o modo mapa, que mostra a órbita ou trajetória da nave atual, bem como a trajetória de outras naves, sondas e corpos celestes.
Naves espaciais podem ser recriadas e suas façanhas mimetizadas, tal como o programa Apollo, exploração de planetas por Sondas e Landers, Rovers de exploração de Marte ou a Estação Espacial Internacional.
Na versão 1.2, foi adicionado o conceito de rede de comunicações, a "CommNet" em que a nave precisa de uma conexão através de Relayers (Retransmissores, naves com antenas eficientes) para poder transmitir ciência, sendo ela compartilhada com eles ou direta ao KSC.

## Modificações
O simulador suporta modificações (ou abreviando, Mods) relativamente fáceis ao mexer com partes de foguetes. A comunidade de mods atualmente é grande.
Depois da versão paga 0.14.1 ele recebeu suporte a plugins deixando modificadores modificarem ainda mais o seu conteúdo, esses plugins adicionam ainda mais possibilidades, como telemetria e controle automático da nave espacial.
Recentemente tornara-se disponíveis Modificações de embelezamento que, embora não alterem a jogabilidade, acrescentam novos fatores como vozes para os Kerbais ou nuvens e cidades em Kerbin, seu planeta natal, tornando o jogo ainda mais visualmente impressionante, e a experiência do gameplay ainda mais imersiva.

## Corpos Celestes
Kerbal Space Program contem uma variedade de corpos celestes para aterrissar e realizar experiências científicas. O sistema planetário contém cinco planetas principais, dois planetas anões e nove satélites naturais. Cinturões de Asteroides ainda não foram implementados, embora o jogo já possua asteroides propriamente ditos, Dres, um planeta anão do jogo possuem um campo de asteroides ao seu redor, podendo ser vistos através de uma visita. Na região da órbita de Kerbin, vários asteroides são gerados e muitos deles entram em rota de encontro com o planeta, podendo acerta-lo ou não; encontro esse em que o jogador pode fazer uma missão de redirecionamento, podendo encontrar e minerar o asteroide.  Asteroides podem ser convertidos em combustível depois de minerados, sendo assim fontes de combustível naturais.
Todos os planetas e planetoides do jogo orbitam uma pequena estrela amarela. Graças às proporções reduzidas do sistema planetário do jogo, o sol é bem menor que o nosso Sol.

Esta é uma lista dos corpos celestes do sistema Kerbol, do mais próximo ao mais afastado da estrela, incluindo o próprio:

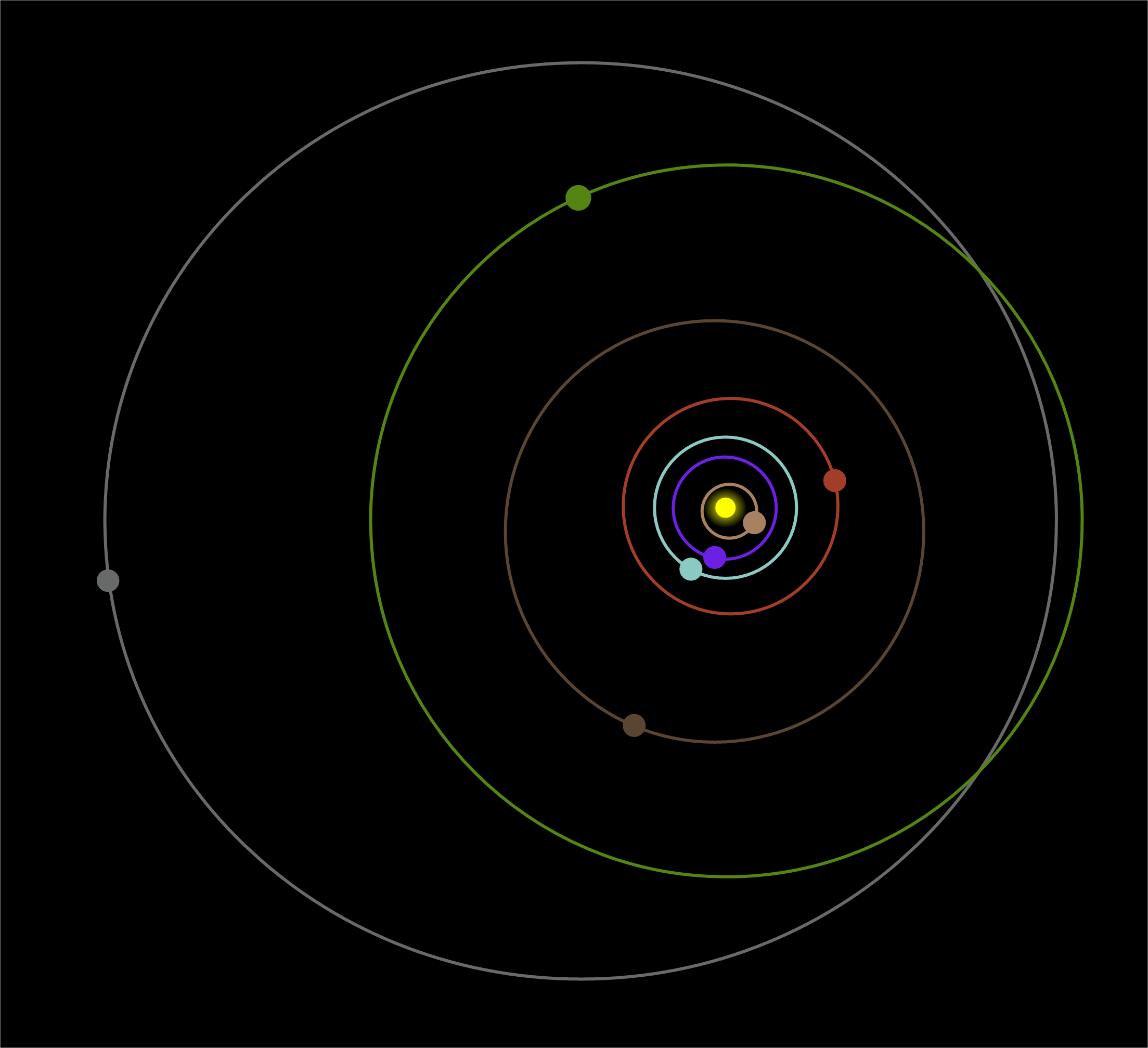
Sistema planetário do jogo

### Kerbol (ou Sol)
- Kerbol, é o análogo do jogo para o Sol. O nome "Kerbol" foi criado por membros de fóruns e nunca aparece no jogo (exceto se o arquivo dictionary for modificado). Oficialmente, a estrela é referida como "o Sol" ("the Sun"). Seu raio equatorial é de 261.000 km, com sua atmosfera se estendendo a 600 km de altitude

O Sol é o objeto mais bem conhecido no céu à luz do dia. Cientistas notaram uma sensação distinta de queimação e potencial perda de visão quando observaram ele por longos períodos de tempo. Isso é especialmente importante para se lembrar de considerar os efeitos que objetos brilhantes causam nos Kerbals comuns.

### Moho
- Moho, é o análogo do jogo para o planeta Mercúrio, e é o planeta mais próximo ao Kerbol. Exatamente em seu pólo norte, está o "Mohole", um enorme buraco com 4,6 km de profundidade. Seu raio equatorial é de 250 km.

Moho aparece na mitologia Kerbal como um local de fogo com oceanos de lava fluente. Na realidade, ele é bem menos interessante. Cientistas especulam sobre meios possíveis de torná-lo "incrível como nas histórias". Algumas dessas ideias nos levaram a novas descobertas na tecnologia aeroespacial.

### Eve
- Eve é equivalente ao nosso Vênus, porém com um satélite natural, Gilly, e com atmosfera densa e gravidade maior do que a de Kerbin, consequentemente um dos planetas mais difíceis de se decolar e alcançar órbita. É tambem o maior corpo celeste de superfície sólida no jogo dotado de extensos oceanos de cor roxa metálica compostos por uma substância chamada "Explodium". Seu raio equatorial é de 700 km, com sua atmosfera se estendendo a 90 km de altitude.

Eve é com certeza o objeto mais brilhante do sistema. É um dos maiores e mais visíveis objetos, principalmente por causa de sua coloração muito, muito púrpura. É considerado por alguns um planeta quase irmão de Kerbin. Bem, apesar da cor púrpura, e da atmosfera tóxica, e da extrema pressão e temperaturas. Na verdade, nem é tão parecido assim, não é? Quem são essas pessoas?
- Gilly, lua de Eve, presumidamente um asteroide capturado. É o menor corpo celeste do jogo, e o menor objeto a possuir campo gravitacional. Um Kerbal pode saltar mais de 200 metros nesta lua e normalmente leva mais de 4 minutos para retornar à superfície. Possui um raio equatorial de 13 km.

Gilly é uma rocha irregular vagando na órbita de Eve. É um dos menores satélites naturais que a Sociedade Astronômica dos Kerbals já descobriu. Devido à grande quantidade de olhos apertados e dores nos olhos associados à sua descoberta, usar óculos se tornou sinônimo de ser um astrônomo de sucesso.

### Kerbin
- Kerbin, o planeta natal dos Kerbais, possui uma atmosfera rica em oxigênio, oceanos, geleiras, cadeias montanhosas e desertos. É um planeta muito semelhante à Terra. Seu raio equatorial é de 600 km, com sua atmosfera se estendendo a 70 km de altitude.

Um mundo único, Kerbin tem belas planícies, grandes montanhas e vastos oceanos azuis. Lar dos kerbals, ele possui as condições certas para suportar uma vasta, quase inesgotável população de criaturas verdes imponentes. Alcançar uma órbita estável em volta de Kerbin é uma das primeiras coisas que os programas espaciais almejam. É dito que aqueles que conseguem colocar sua nave em órbita estão a meio caminho de qualquer lugar.
- Mun, é a maior lua de kerbin e análoga à Lua da Terra. Seu nome é um trocadilho com a palavra "Moon", ou Lua, em inglês. Mun é o corpo celeste mais próximo de Kerbin e geralmente o primeiro lugar onde os jogadores aterrissam (ou tentam aterrissar). Muitos jogadores experientes relatam ter encontrado em sua superfície estranhos "Arcos Munares", Monólitos e até um memorial a Neil Armstrong. Possui um raio equatorial de 200 km. Tem diversos biomas, como planícies, serras, crateras, polos, etc.

Mun é um grande satélite orbitando Kerbin. Tem uma aparência cinza em sua maior parte, com crateras de vários tamanhos pontuando sua superfície. A descoberta de Mun é lembrada como uma das mais importantes descobertas da evolução Kerbal. No entanto, isso não aconteceu há tanto tempo assim, mas ainda é justo dizer que os Kerbals estão mais sábios e mais evoluídos do que eram antes.
- Minmus, a segunda e minúscula lua de Kerbin e, possivelmente, um cometa capturado na esfera de influência de Kerbin. Possui grandes "lagos" de material remotamente semelhante a gelo, porém com uma cor verde. Minmus apresenta muitas montanhas e desfiladeiros perigosos para pousos. Possui um raio equatorial de 60 km.

Minmus é a menor lua orbitando Kerbin. Da superfície de Kerbin, ela pode ser vista em dias com céu limpo como um pontinho azul no céu. É comumente confundida com sujeira na lente dos telescópios ou pixels mortos, mas as mentes mais inteligentes da Sociedade Astronômica dos Kerbals nos garantem que ela é uma lua de verdade.

### Duna
- Duna, o análogo de Marte. É vermelho alaranjado, possui calotas polares com gelo e grandes depressões e cânions. Seu raio equatorial é de 320 km, com sua atmosfera se estendendo a 50 km de altitude. Possui uma grande lua chamada Ike.

Também conhecido como aquele ponto vermelho que você consegue enxergar se espremer os olhos bem forte, Duna sempre foi algo admirável para a Kerbalidade. O planeta tem se destacado dentre os demais por causa de sua cor vermelha cintilante e do contraste distinto com o verde.
- Ike, a lua de Duna, relativamente grande em relação a Duna. Mas similar a Dres em dimensões. Alguns jogadores afirmam ter encontrado em sua órbita uma "Pedra Mágica" que possuía um dos muitos monólitos misteriosos espalhados pelo jogo, numa referência clara ao filme 2001: Uma Odisseia no Espaço. No entanto, a pedra foi, aparentemente, retirada do jogo após a versão 0.18. Possui um raio equatorial de 130 km.

Ike é um objeto relativamente grande e cinza, ocasionalmente visto orbitando Duna. Cientistas especularam que Ike está perfeitamente posicionado para interferir de propósito com qualquer objeto que queira orbitar perto de Duna.

### Dres
- Dres, é um planeta anão análogo de Ceres. É um corpo pequeno, cinzento e sem luas (em visitas, asteroides podem ser gerados orbitando-o). Sua superfície possui um sistema de cânions espetacular. Apesar disso, Dres costuma ser lembrado por muitos jogadores como o lugar mais desinteressante do Sistema Kerbol. Seu raio equatorial é de 138 km.

Dres é um planeta bem pequeno. Foi o primeiro planeta a ser considerado um anão. Sua órbita é altamente irregular e devido ao seu tamanho demorou-se muito tempo para descobri-lo, já que na metade do tempo ele não estava onde os cientistas esperavam encontrar um planeta. Devido à sua natureza de frequentar as partes ruins do espaço, esse planeta anão foi oficialmente rotulado como "não confiável" pela comunidade científica.

### Jool
- Jool, um gigantesco gigante gasoso esverdeado. Análogo a Júpiter, possui cinco luas, três das quais possuem ressonância similar às Luas de Galileu. Por ser um gigante gasoso, não possui uma superfície "pousável". Seu raio equatorial é de 6.000 km, com sua atmosfera se estendendo a 200 km de altitude.

Jool é particularmente conhecido por ser um planeta bem grande e predominantemente verde. A Kerbalidade tem esperado muito uma visita a ele, desde que foi visto no céu. Filósofos dizem que o planeta verde com redemoinhos deve ser um bom lugar pra se visitar, por causa de sua coloração. Se você olhar para Jool através de um telescópio, ele parece ser embaçado.
- Laythe, um dos corpos celestes mais deslumbrantes do Kerbal Space Program. É uma lua dotada de uma atmosfera carregada de sais, vastos oceanos de um líquido azul escuro (chamado no jogo de "Sagen") e ilhas de dunas de areia com quilômetros de extensão. Possui um raio equatorial de 500 km, com sua atmosfera se estendendo a 50 km de altitude. Não possui equivalente no mundo real, mas relembra características de luas como Ganímedes, Europa e Io.

Quando Laythe foi descoberta pela primeira vez, ela não havia entrado nos registros porque o cientista no comando pensou que estivesse olhando para Kerbin. Por sorte, esse erro foi corrigido quando um valente estagiário os informou que "telescópios não funcionam desse modo". O estagiário foi rapidamente "promovido" e transferido para o programa de testes experimentais de foguetes.
- Vall, uma lua de cor azulada com gravidade aproximadamente duas vezes maior que a de Mun. Possui um Easter Egg que imita o Stonehenge, apelidado de "Vallhenge". Possui um raio equatorial de 300 km. Tem superfície azul clara, parecida com gelo e cristais.

Vall foi uma das últimas luas de Jool a ser descoberta. Cientistas frustrados tentaram limpá-la das lentes de seus telescópios. Eventualmente, depois de um lote de telescópios devolvidos, a Ótica Avançada LTDA finalmente decidiu dizer a eles que aquilo era realmente um objeto no céu.
- Tylo, a maior lua do jogo, sendo quase tão grande quanto o próprio planeta Kerbin. Sua grande gravidade, combinada com a falta de uma atmosfera o torna o lugar mais difícil de ser pousado em todo o jogo. Possui um raio equatorial de 600 km.

Tylo foi a primeira lua de Jool a ser descoberta pela Sociedade Astronômica dos Kerbals. Depois de muitas tentativas falhas ao tirar uma foto de Jool sem nenhuma interferência para pendurar nas paredes do escritório, finalmente descobriram que aquela mancha branca ambulante era realmente uma lua. Cientistas especulam que a vista da superfície, com Laythe, Vall e Jool passando acima no céu, deve ser "realmente impressionante".
- Bop, um pequeno e irregular asteróide capturado. Possui a maior inclinação orbital entre as luas de Jool. Possui um raio equatorial de 65 km.

Bop é uma pequena lua nas proximidades de Jool. Na mitologia Kerbal, Bop é tida como o lar do Kraken, uma criatura perniciosa que dizem brincar com as naves de exploradores infelizes, fazendo-os girar fora de controle até partirem ao meio e então enviando-os ao esquecimento.
- Pol, a menor e mais distante lua de Jool e a segunda menor do jogo, possui uma aparência semelhante à de um grão de pólen, sendo esta a origem de seu nome. Apesar de ser menor que Bop, possui um formato menos irregular. Possui um raio equatorial de 44 km.

Foi especialmente difícil observar esta lua, já que ela parece um grão de pólen, particularmente quando observada através dos telescópios perto dos campos empoeirados. Pol foi finalmente descoberto quando alguém decidiu anotar o local do pólen, depois de terem desistido de mais uma tentativa falha de limpar as lentes.

### Eeloo
- Eeloo, é o planeta mais distante de Kerbol. Foi criado como um presente de natal para os jogadores e chegou ao jogo na versão 0.18.2. Trata-se de um planeta anão análogo a Plutão, apesar de lembrar muito a lua saturniana Encélado. Tem a aparência de uma bola de gelo branca com ranhuras alaranjadas em certas regiões. Seu raio equatorial é de 210 km.

Houve uma quantidade considerável de controvérsia em torno do status de Eeloo como sendo um planeta adequado ou apenas um "pedaço de gelo passando ao redor do Sol". O debate ainda está em andamento, uma vez que a maioria das cúpulas acadêmicas realizadas para tratar da questão se transformou em, em bons dias, xingamentos insignificantes e, nos piores, brigas generalizadas.

## Desenvolvimento
O desenvolvimento do jogo começou em outubro de 2010, tendo sido lançado para público no dia 24 de Junho de 2011, na versão alfa 0.7.3.
A partir da versão 0.18 o simulador recebeu grandes melhorias, como desenvolvimento de satélites, acoplagem de módulos, transferência de recursos (combustível), ARM Pack (Asteroid Redirection Mission) onde você pode redirecionar asteroides fora do planeta dos Kerbais entre outros.
A versão 0.25 vem com a adição de novos componentes para a construção de naves espaciais, um sistema de administração dinâmico com RP e afins, melhores dinâmicas de impacto/explosões e construções destruíveis no Centro Espacial.

### Beta
Em dezembro de 2014 a versão 0.90 (Beta then Ever), a primeira e única versão beta do jogo com novas formas de construções de naves e aeronaves, aumentando o nível das construções (VAB ou SPH) e com novas peças de aviões (Space Shuttle) e tendo pilotos, mecânicos e cientistas para realizar experimentos, construções e pilotar melhor sua nave.

### Lançamento
O jogo foi lançado oficialmente no dia 27 de abril de 2015, com a versão 1.0.0 ampliando o sistema de simulação de física com novos efeitos aerodinâmicos e de termodinâmica, e implantando mineração de recursos no espaço. Também foi adicionado ao jogo Kerbals do sexo feminino, além de novas partes de construção para aviões e foguetes.